# TAM (tenk)
TAM ili punim imenom Tanque Argentino Mediano (hrv. argentinski srednji tenk) je glavni borbeni tenk u službi Argentinske vojske. Zbog manjka iskustva i resursa za projektiranje tenka, argentinsko ministarstvo obrane je surađivalo s njemačkom kompanijom Thyssen-Henschel. Vozilo su projektirali njemački i argentinski inženjeri, a vozilo je kao osnovu koristilo šasiju njemačkog oklopnog vozila Marder.
TAM upopunjava potrebu argentinske vojske za modernim lakim i brzim tenkom s niskom siluetom i dovoljnom vatrenom moći da uništi moguće oklopne prijetnje. Projekt je započet 1974. godine i rezultirao je konstrukcijom tri prototipa do 1977. godine. Serijska proizvodnja je pokrenuta 1979. Zbog ekonomskih poteškoća u državi proizvodnja je neko vrijeme bila usporena pa čak i zaustavljena, ali je nastavljena 1994. godine. Proizvedeno je ukupno 200 tenkova.

## Vanjske poveznice
- (en) - TAM na enemyforces.net  Arhivirana inačica izvorne stranice od 1. rujna 2013. (Wayback Machine)
- (en) - TAM na military-today.com  Arhivirana inačica izvorne stranice od 17. rujna 2009. (Wayback Machine)